# Vivere a colori (singolo)
Vivere a colori è un singolo della cantante italiana Alessandra Amoroso, pubblicato il 17 giugno 2016 come terzo estratto dall'album omonimo.

## Descrizione
Scritto e composto da Elisa Toffoli, il brano è un inno all'amore in senso lato, inteso come gioia di vivere, serenità e voglia di sorridere di fronte a tutti i colori che dipingono la realtà.

## Video musicale
Il video musicale, girato a Roma, è stato diretto da Mauro Russo e pubblicato in anteprima l'11 luglio 2016 sul sito Corriere.it e successivamente sul canale ufficiale Vevo della cantante.
Il video ha avuto un riconoscimento durante la XIV edizione del Premio Roma Videoclip.

## Classifiche
| Classifica (2016) | Posizione massima |
| ----------------- | ----------------- |
| Italia            | 33                |